# Amada Santos Ocampo
Amada "Amy" Santos-Ocampo Galvez (Manila, Filipines, 23 de juny de 1925 - San José, Califòrnia, EUA, 20 de desembre de 2009) fou una pianista i compositora filipina.

## Biografia
Amada Santos-Ocampo va néixer a Manila, Filipines, filla d'Antonino Santos-Ocampo i de Juanita Gálvez de Manila. Es va graduar amb una llicenciatura a la Universitat Centro Escolar de Manila i un màster en composició musical a la Universitat De Pauw d'Indiana, Estats Units d'Amèrica. Va estudiar el seu doctorat en composició musical a la Universitat d'Indiana.
Santos-Ocampo va ocupar un lloc als programes de cinètica humana de la Universidad Estatal de Pennsilvània, on va treballar durant vint-i-quatre anys i va compondre música per a ballet. Va ser un dels primers membres de la Lliga de Compositors Filipins fundada el 1955.
Es va casar amb Rio Tamayo de Francesco (1906-1984), compositor, pintor, escriptor i també professor universitari que feia servir el nom de Rio de Francesco. Amanda va morir a San José, Califòrnia.